# El celoso extremeño
El celoso extremeño (deutsch Der eifersüchtige Ehemann, Der eifersüchtige Extremadurer, Der eifersüchtige Estremadurer) ist eine Novelle von Miguel de Cervantes. Die Novelle erschien 1613 in Madrid als Teil der Novelas ejemplares.

## Kurzbeschreibung
Ein reicher Greis heiratet ein blutjunges Mädchen, plustert sich vor Eifersucht und sperrt sie in sein Haus ein. Ein neugieriger junger Mann durchdringt jedoch mit einem komplizierten Plan sämtliche Schutzvorkehrungen und landet mit dem Mädchen im Bett. Der reiche Greis stirbt vor Scham. Das junge Mädchen geht lieber in ein Kloster als den jungen Eindringling entsprechend des Greisen-Wunsches zu heiraten.

## Inhaltsangabe

### Die Heirat der Titelfigur; Ausbau seines Hauses zum ehelichen Gefängnis
Der extremadurische Edelmann Felipe de Carrizales hat das elterliche Vermögen durchgebracht, ist mit 48 Jahren in die spanische Kolonie Peru ausgewandert und lässt sich, wohlhabend geworden, im Alter in Sevilla nieder, wo er erneut heiraten möchte. Allerdings soll es eine sehr junge, unerfahrene Frau sein, die er in der dreizehn- oder vierzehnjährigen Leonora zu finden glaubt, welche aus einer verarmten Familie von altem Adel stammt. „Sie ist noch ein Kind“, denkt der lüsterne Greis, „wenn ich sie sorgfältig vor aller Welt abschließe und sie an mich gewöhne, wird sie nichts anderes kennen, als was ich sie lehre.“ Leonoras Familie wird von Felipe de Carrizales dermaßen reicht beschenkt, dass die Eltern das Bedauern um das Schicksal ihrer Tochter „angesichts der vielen Gaben“ immer wieder zurückdrängen. Sobald die Heirat zwischen Leonora und dem 65 Jahre älteren. Carrizales stattgefunden hat, wird Carrizales von seiner Eifersucht zerfressen. Er lässt in dem gemeinsamen Haus alle straßenseitigen Fenster zumauern, die warmen Mahlzeiten durch das Drehfenster einer Zwischentür in das Haus bringen, duldet außer sich keine Männer im Haus – nicht einmal Eunuchen, männliche Tiere oder Bilder von männlichen Gestalten. Außerdem richtet er eine Art Sicherheitsschleuse zwischen Haustor und Wohnungs-Zwischentür ein. In der Sicherheitsschleuse wird ein schwarzer Sklave namens Luis einquartiert, der auf dem Heuboden der Sicherheitsschleuse wohnt. „Tagsüber achtete Carrizales auf alles, nachts fand er kaum Schlaf: er selbst spielte die Schildwache und ging die Runde in seinem Haus“, während die junge Leonora glaubt, „daß es allen neuvermählten Frauen so erginge.“

### Das Vordringen des neugierigen Jünglings in das eheliche Gefängnis
Einem unverheirateten „jungen Gecken“ namens Loaysa „stach eines Tages das Haus des wohllöblichen Carrizales in die Augen. Da er es immer verschlossen sah, kam ihn die Lust an, zu erfahren, wer denn darinnen wohne.“ Unterstützt von drei anderen Jünglingen beschließt Loaysa, ein Eindringen zu versuchen. Er verkleidet sich als Straßenmusikant,  bezirzt zunächst den Schwarzen Luis mit seiner Musik, lobt Luis‘ Diskantstimme und behauptet, den verzückten Luis im Gitarrespielen unterrichten zu wollen, denn „wenn Ihr Mittel und Wege fändet, daß ich ein paarmal des Nachts hier hereingelangte, so wäret Ihr in kaum vierzehn Tagen ein so geschickter Gitarrespieler, daß Ihr Euch ohne Scheu an jeder Straßenecke hören lassen könntet.“ Luis ist einverstanden, so dass Loaysa ihm Werkzeug zuspielt, mit dem Luis das Türschloss des Haustors nachts außer Gefecht setzt, damit sich Loaysa auf Luis‘ Heuboden einquartieren kann. Im nächsten Schritt bezirzt Loaysa mit seiner Musik die Dienerinnen des Hauses jenseits der Wohnungstür. „Selbst die Alten rührten ihre Glieder im Tanze, und die Jungen sprangen umher, daß sie ganz außer Atem kamen.“ Die Dienerinnen versprechen Loaysa, auch Leonora an der Musikvorstellung teilhaben lassen zu wollen. In die Zwischentür wird ein Loch gebohrt, damit die Frauen den Künstler sehen können. Loaysa meint hierauf, er könne ein Betäubungsmittel für den alten Carrizales besorgen und so einen Auftritt direkt bei ihnen ermöglichen. Loaysas Freunde spielen ihm durch das Haustor das Schlafmittel für Carrizales zu: eine Salbe, die Carrizales für zwei Tage schlafen lassen würde, „sofern man ihm nicht vorher alle bestrichenen Stellen mit Essig abwasche.“ Durch den Gebrauch der Salbe solle es Leonora möglich werden, ihrem betäubten Gemahl den Zwischentür-Schlüssel zu entwenden. Der Plan wird verwirklicht. Die schwarze Sklavin Guiomar bewacht den betäubten Carrizales, während der Rest der Dienerschaft sich im Saal des Hauses Loaysas Darbietung anschaut. Unmittelbar nach Ende von „Gesang und Reigentanz“ schlägt Guiomar fälschlicherweise Alarm, dass Carrizales erwache. Panik bricht aus, die Dienerinnen zerstreuen sich, die Kammerfrau Marialonso weist Loaysa an, sich in ihrem Zimmer zu verbergen, während Marialonso und Leonora im Saal bleiben. Da Carrizales nicht auftaucht, empfiehlt Marialonso ihrer Herrin, im Saal zu verharren, geht selbst zu Carrizales‘ Schlafgemach und findet ihn weiterhin schnarchend vor. Anschließend geht Marialonso auf ihr Zimmer und versucht dort Loaysa zu verführen. „Das Ergebnis dieses Zwiegesprächs da drinnen war, daß der Musiker sich bereit erklärte, die Wünsche der Alten zu erfüllen, wenn sie ihm zuvor ihre Herrin in die Arme führte“, wozu sich Marialonso bereit erklärt. Im Saal überredet Marialonso ihre Herrin Leonora, zu Loaysa in das Zimmer zu gehen. „Dabei sprach sie so feurig und schilderte alles so lebhaft und eindringlich, daß sie mit ihren Worten nicht nur das zarte, unerfahrene Herz der kleinen, arglosen Leonora betörte, sondern selbst die harte Brust eines kalten Marmorbildes erweicht hätte.“ In Marialonsos Zimmer angekommen, besitzt Leonora dann aber „doch so viel Kraft und Mut und wußte sie im entscheidenden Augenblick gegen die rohe Gewalt ihres schlauen Verführers anzuwenden, daß es diesem nicht gelang, sie zu besiegen. Vergebens mühte er sich ab, sie blieb Siegerin, und endlich versanken beide in Schlummer. Jetzt aber fügte es der Himmel, daß Carrizales trotz der Salbe plötzlich erwachte“, seine Gattin vermisst, sie sucht und mit Loaysa zusammen im Bett schlafend vorfindet.

### Der Tod der Titelfigur
Der greise Carrizales will aus seinem Schlafgemach einen Dolch holen, um die beiden jungen Menschen zu töten, fällt dort aber ohnmächtig auf sein Bett. Leonora findet ihn am nächsten Morgen also so vor, wie sie ihn verlassen hatte, doch Carrizales fordert von ihr, ihre Eltern holen zu lassen. Vor Leonoras Eltern beschuldigt Carrizales Leonora dann der Untreue, woraufhin die Beschuldigte ohnmächtig wird. Allerdings bereut Carrizales die Folgen seiner Eifersucht: „So habe ich mir wie die Seidenraupe meinen eigenen Sarg gebaut.“ Carrizales lässt ein neues Testament aufsetzen, in dem er einerseits Leonoras Eltern so ausstattet, „daß Ihr für den Rest Eurer Tage ein sorgenfreies und standesgemäßes Leben führen könnt“, andererseits Leonoras Morgengabe verdoppelt, die schon vorher genügt hatte, „mehr als drei junge Mädchen ihres Standes zu einer guten Partie zu machen.“ Die Dienerinnen (außer Marialonso) erhalten eine Leibrente, die Sklavinnen und Luis die Freiheit. Den Rest seines Vermögens bestimmt Carrizales für wohltätige Zwecke. Sieben Tage, nachdem er Leonora außerdem gebeten hat, Loaysa zu heiraten, stirbt der greise Felipe de Carrizales. Statt Loaysa zu heiraten, wird Leonora lieber Nonne. „Enttäuscht und fast verzweifelt über diesen Entschluß ging er daraufhin nach Westindien.“

## Textanalyse
Bei El celoso extremeño handelt es sich um eine auktorial erzählte Kurzgeschichte nach italienischem Vorbild. Die erzählte Zeit umfasst etwas über ein Jahr. Ort der Handlung ist Sevilla.

### Themen
Cervantes gibt am Schluss der Novelle als Moral an, „wie wenig Schlüssel, Drehfenster und Wände nützen, solange der Wille frei ist, und wie wenig Vertrauen man in einen jungen, unerfahrenen Menschen setzen darf, sobald die falschen Ratschläge jener alten Weiber an ihr Ohr klingen, die in steifen, schwarzen Gewändern und langen weißen Hauben einherstolzieren.“ Ein weiteres Thema ist die Neugier. Loaysa ist neugierig auf das, was er im Innern des Carrizales-Hauses vorfinden wird, Luis und die weiblichen Bewohner des Hauses sind neugierig auf den Musikanten, und Marialonso sowie Leonora sind dauerhaft oder zumindest vorübergehend neugierig auf ein sexuelles Erlebnis mit dem attraktiven Loaysa.

### Figuren
- Felipe de Carrizales ist ein ehemaliger Leichtfuß, zum Zeitpunkt der Handlung aber 79 bis 80 Jahre alt. Von vornherein ist er „der eifersüchtigste Mensch der Welt“,[32] was durch die 65 Jahre Altersunterschied zu seiner Gemahlin noch befeuert wird.
- Leonora ist „schön und lieblich“[3] und entsprechend ihres Alters und gesellschaftlicher Konventionen vollkommen lebensunerfahren.
- Loaysa: Dieser junge Mann ist „jung, stattlich und hübsch“,[33] hat gekräuseltes Haar, Zähne so weiß wie geschälte Pinienkerne und smaragdgrüne Augen.[34] Er gehört in Sevilla zu jenen „Müßiggängern und Faulpelzen, die man dort als die sogenannten ’Vorstadtherrchen‘ zu bezeichnen pflegt. Es sind dies die Söhne der reichsten Bürger jedes Kirchenbezirks: ein geputztes, gelecktes Volk, das den lieben langen Tag nichts tut und von dessen Kleidung, Lebensweise, Wesensart, Gesetzen und Regeln wohl gar manches zu sagen wäre, was wir hier aus gutem Grund verschweigen.“[35]
- Marialonso ist eine altjüngferliche Kammerfrau, noch nicht einmal dreißig Jahre alt[36] und diejenige, „die offenbar am meisten darauf brannte, ihn [=Loaysa] hereinzuholen“.[37]
- Guiomar: eine schwarze Sklavin, die eher Portugiesisch als Spanisch beherrscht.
- Luis: ein schwarzer Sklave, vereinsamt in seiner Sicherheitsschleuse und „versessen […] auf die Musik“.[21]

## Nachwirkung
El celoso extremeño wurde sowohl von Antonio Coello als auch von Juan Pérez de Montalbán (1602–1638) für die Bühne adaptiert.

## Ausgaben und Übersetzungen (Auswahl)
- El celoso extremeño. In: Novelas ejemplares. (Volltext, [Wikisource], spanisches Original).
- The Jealous Estramaduran. In: The Exemplary Novels of Cervantes. London 1881 (Volltext, [Wikisource], englische Übersetzung von Walter Keating Kelly).
- Miguel de Cervantes Saavedra: Der eifersüchtige Extremadurer. In: Miguel de Cervantes Saavedra: Meistererzählungen: Die Beispielhaften Novellen (= detebe-Klassiker. Band 22527). Aus dem Spanischen von Gerda von Uslar. Diogenes, Zürich 1993.  ISBN 3-257-22527-X, S. 360–411.
- Miguel de Cervantes Saavedra: Der eifersüchtige Extremadurer. In: Miguel de Cervantes Saavedra: Sämtliche Erzählungen. Aus dem Spanischen von Gerda von Uslar. Anaconda, Köln 2016. ISBN 978-3-7306-0330-7, S. 360–411.